# Свик, Альфонс
Альфонс Свик (нидерл. Alfons Sweeck 15 марта 1936, Keerbergen, Брабант — 13 декабря 2019, Лёвен, Фламандский регион) — бельгийский профессиональный шоссейный велогонщик в 1959—1963 годах. Победитель этапа на Вуэльта Испании (1960) и многодневной велогонки Тур Бельгии (1960).

## Достижения
1957
5-й Тур Фландрии U-23
1958
3-й Тур Британии — Генеральная классификация
1959
1-й — Этап 6 Тур Туниса
1-й — Этап 3b Тур Бельгии
9-й Гран-при Наций 
1960
1-й Тур Бельгии — Генеральная классификация
1-й — Этап 10 Вуэльта Испании

## Статистика выступлений

### Гранд-туры
| Гранд-тур                 | 1960 | 1961 | 1962 |
| ------------------------- | ---- | ---- | ---- |
| Джиро д’Италия            | —    | —    | —    |
| Тур де Франс              | —    | —    | —    |
| (c 2010 ) Вуэльта Испании | 16   | НФ   | 26   |

| —  | Не участвовал  |
| НФ | Не финишировал |